# Espionage Act
Der Espionage Act von 1917 ist ein US-amerikanisches Bundesgesetz. Der Langtitel lautet An Act to punish acts of interference with the foreign relations, and the foreign commerce of the United States, to punish espionage, and better to enforce the criminal laws of the United States, and for other purposes.
Das Gesetz wurde 1917 nach dem Eintritt der Vereinigten Staaten in den Ersten Weltkrieg erlassen und seither mehrmals abgeändert. Es sollte ursprünglich Einmischungen in militärische Operationen oder die Rekrutierung verbieten, Ungehorsam im Militär verhindern und die Unterstützung von Feinden der Vereinigten Staaten in Kriegszeiten unterbinden.

## Prominente Verfahren
Gestützt auf dieses Gesetz wurden die Kommunisten Ethel und Julius Rosenberg wegen Spionage für die Sowjetunion angeklagt, zum Tode verurteilt und 1953 hingerichtet.
Weitere Personen, die wegen Vergehen gegen den Espionage Act angeklagt wurden, sind der deutsch-amerikanische sozialistische Kongressabgeordnete und Zeitungsredakteur Victor L. Berger, der Gewerkschaftsführer und fünfmalige Kandidat der Socialist Party of America Eugene V. Debs, die Anarchisten Emma Goldman und Alexander Berkman, der ehemalige Präsident der Watch Tower Bible and Tract Society Joseph Franklin Rutherford, der Pentagon-Papiere-Whistleblower Daniel Ellsberg, die sowjetischen Agenten Aldrich Ames und Robert Hanssen, der deutsch-russische Agent George Trofimoff, die Whistleblowerin Chelsea Manning, der WikiLeaks-Gründer Julian Assange und der National Security Agency Whistleblower Edward Snowden.
Im August 2022 wurde bekannt, dass gegen den ehemaligen Präsidenten Donald Trump wegen möglicher Verletzung von Bestimmungen des Espionage Act, die unbefugten Personen verbieten, verteidigungsrelevante Regierungsdokumente, die den Vereinigten Staaten schaden oder einer fremden Nation helfen könnten, zu besitzen, ermittelt wird.

## Kritik
Laut Kritikern steht das Gesetz im Widerspruch zum ersten Zusatzartikel zur Verfassung der Vereinigten Staaten, der die Presse- und Redefreiheit garantiert. Die Problematik bestehe in der Formulierung des Gesetzes, dessen Intention gegen Spionage mit der heutigen Situation wenig zu tun habe. So seien seit der Anklage gegen Daniel Ellsberg im Jahre 1971 wiederholt Whistleblower nach dem Gesetz angeklagt worden.